# イースタンシーボード工業団地 (ラヨーン)
イースタンシーボード工業団地(ラヨーン) (タイ語:นิคมอุตสาหกรรมอีสเทิร์นซีบอร์ด(ระยอง)、英語：Eastern Seaboard Industrial Estate (Rayong)）は、タイのタイ工業団地公社とヘーマラート土地開発社が管理する工業団地の一つ。タイ東部ラヨーン県に位置する。1996年に開設。 

## 概要
イースタンシーボード工業団地 (ラヨーン)は、ヘーマラート土地開発社によって1996年に開発された工業団地。タイ最大の国際港レムチャバン港が近く、トヨタ、ジェネラル・モータース、いすゞなど自動車製造工場や関連工場が立地する。ヘーマラート・イースタンシーボード工業団地が隣接する。

## 管理事務所所在地
ラヨーン県 プルワックデーン郡 タムボン・プルワックデーン 国道331号線91.5地点 ムー4、112 
（112 หมู่ 4 ทางหลวงสาย 331 กิโลเมตร 91.5 ตำบลปลวกแดง อำเภอปลวกแดง จังหวัดระยอง 21140） 
- 各地からの距離
  - バンコクより117km
  - レムチャバン港より27km
  - マープタープット工業港より51km
  - パッタヤーより42km
  - シーラーチャーより27km
  - ウタパオ国際空港より92km
  - ドンムアン空港より157km

## 用地
- 用地面積 - 総面積 1,061ha（内訳は一般工業区 778ha、住宅・商業用区 7ha、公共・共用地区 276ha など）
- 1㎥あたり30-50tの重圧に耐えられる地層。

## 施設
- 水道水：ノーンプラーライ/ドークグラーイ貯水池。1.64億立方メートルの貯水池を保有。給水能力は72,000㎥/日。
- 電力：電力供給能力が100‐150メガボルトアンペア。電圧は115/22キロボルト。
- 電話：1,500回線
- 廃水処理 ：処理能力は一日当り30,000㎥。
- 道路：幹線道路は幅員23m、4車線。補助幹線道路は幅員16m、2車線。
- 消防車24時間待機。警備員による24時間警備。
- ワンストップサービスセンター（OSOS）がある。

## 関連事項
- 工業省 (タイ)
- タイ工業団地公社